# Burmagomphus johnseni
Burmagomphus johnseni är en trollsländeart som beskrevs av Maurits Anne Lieftinck 1966. Burmagomphus johnseni ingår i släktet Burmagomphus och familjen flodtrollsländor. IUCN kategoriserar arten globalt som otillräckligt studerad. Inga underarter finns listade i Catalogue of Life.